# Brotéria
Brotéria (abreviado Brotéria) fue una revista con ilustraciones y descripciones botánicas que fue editada en Lisboa desde 1902 hasta 1906. Fue reemplazada por Brotéria. Série Botânica
Es una revista mensual. Fundada en 1902 en el colegio Saint Fidèle  (Louriçal do Campo ) que está dirigido por un grupo de organizaciones portuguesas relacionadas con la Compañía de Jesús.

## Historia
Inicialmente llamada " Revista de Ciencias Naturais do Colégio São Fiel" y dirigida por los jesuitas Joaquim Tavares da Silva, Carlos Zimmerman y Cândido Mendes, la revista cambió su nombre a Brotéria en honor del naturalista Félix Avelar Brotero (1744 - 1829).
En 1907 la revista fue reorganizada y pasa una publicación triple: como "Series botánica", "Series Zoológica" y "Divulgación científica".
En 1925 la tercera colección (divulgación científica) amplía su publicación y es una revisión de estudios de educación general, con el título de "Revista de cultura general".
En 1932 los dos grupos científicos se unen para convertirse en un diario de Ciencias Naturales. Desde 1980 la serie científica es una publicación de la Sociedad Portuguesa de Genética, que es el órgano oficial: se toma como nombre Brotéria: Genética.